# Necropoli di San Clemente
La necropoli di San Clemente a Nuceria Alfaterna è un complesso di sepolture che, allo stato attuale delle ricerche, è da riferirsi soprattutto a una prima epoca imperiale (I secolo d.C.) e a un'epoca tardo-imperiale (IV-V secolo). Esistono però anche interessantissimi ritrovamenti appartenenti a una fase archeologica più antica, di epoca ellenistica, attualmente ancora poco esplorata. 
Nella necropoli di età tardo-imperiale è di particolar importanza la singolare tomba n. 17, le cui iscrizioni in greco offrono un'importante testimonianza riguardo al radicamento di una locale comunità ebraica, la cui stessa esistenza sarebbe altrimenti ignota alle fonti storiche. Tali iscrizioni sono poi in grado di gettare nuova luce su alcuni problemi ermeneutici, aperti sul significato e sulla fisionomia da attribuire ad alcune titolazioni abbastanza ricorrenti nell'epigrafia ebraica.
Di notevole rilievo, nella fase ellenistica della necropoli, sono le tre tombe rinvenute in uno scavo d'urgenza condotto dal 16 al 26 aprile 1993, la n. 53, la 54 e la 55. Di queste, è soprattutto la 54 a spiccare per diversi motivi: il notevole corredo che ha restituito (nonostante fosse già stata violata in antico, e parzialmente spogliata, prima dell'eruzione del Vesuvio del 79) ma, soprattutto, per il ritrovamento al suo interno di un singolare documento sul mito di Dioniso e i pirati tirreni. Si tratta di un tema già conosciuto dagli Inni omerici, celebrato anche nella famosa di kylix di Exekias, ma che risulta nondimeno di notevole interesse per il suo collegamento con la fondazione di Nuceria che alcune tradizioni attribuiscono proprio ai Tirsenoi.

## Contesto archeologico
La necropoli fa parte di un più generale contesto archeologico, nell'omonima località di Nocera Superiore, che ha subito un'esplorazione nel settembre 1988, dopo una casuale casualmente scoperta intervenuta durante i lavori di costruzione di un tronco ferroviario della nuova linea a monte del Vesuvio ad alta velocità: esplorato  sul finire degli anni ottanta, e quindi nell'aprile 1993, il sito di San Clemente, oltre alla citata necropoli,  ha restituito numerosi altri reperti e testimonianze appartenenti a diverse epoche.

## Iscrizioni greco-ebraiche dalla tomba 17
La tomba n. 17 ha riservato notevoli sorprese agli esploratori del sito: si tratta di una deposizione realizzata secondo la forma molto comune della 'tomba a cassa'. Per la sua realizzazione, come per altre del sito, sono stati impiegati i consueti blocchi intagliati nel locale tufo nocerino. 
La particolarità consiste nella presenza, al suo interno, di tre blocchi lapidei in marmo, che gli studiosi hanno identificato come materiali di riuso, pezzi provenienti  dallo spoglio o dalle rovine di un medesimo edificio perduto, anteriore alla tomba.

### Iscrizioni in alfabeto greco
Sulla superficie di due dei tre pezzi di riutilizzo, sono presenti due epigrafi in alfabeto greco, tra loro strettamente collegate, accompagnate da decorazioni simili, in cui tutto appare rimandare immediatamente a un contesto culturale di origine ebraica. 
Il blocco collocato lungo il lato sud-ovest presenta, sul lato interno della sepoltura, la raffigurazione di una menorah, posta in mezzo alle due parole

ΡΕΔΩΝΕΙΟΥC [...] ΓΡΑΜΑΤΕΟΥC

ovvero "Pedonio gramateus".
Il blocco posto sulla prospiciente parete nord-ovest, esibisce una scritta riferita a un personaggio femminile,

MYΡINA ΠRECBYTEΡA [Γ]YNΗ TΟΥ ΡΕΔΩΝΙΟΥ ("Mirina, presbytera, moglie di Pedonio")

accompagnata anch'essa, ma stavolta a seguire, dalla raffigurazione del candelabro ebraico a sette braccia.
Non stupisce l'utilizzo del greco in un contesto culturale ebraico: esso conferma il fatto ben noto 
secondo cui la koinè, lingua franca del mediterraneo, si affermò nell'uso consuetudinario quale lingua degli Ebrei della diaspora.

#### Particolarità onomastiche ed epigrafiche
Le due epigrafi presentano notevoli profili di novità: prima della loro scoperta, in particolare, erano note solo altre due epigrafi in greco attribuibili alla pur note e folte comunità ebraiche insediate in Campania.

#### Onomastica
Un'altra novità riguarda l'onomastica delle due iscrizioni, Pedonio e Myrina. Anteriormente alla scoperta in territorio nocerino, entrambi gli antroponimi dei due coniugi risultavano totalmente sconosciuti; nessuna loro attestazione, ad esempio, si rinviene nei monumentali corpus di iscrizioni giudaiche compilate all'ebraista, biblista e teologo biblico Jean-Baptiste Frey (1878-1939).

## La Comunità ebraica nucerina
Entrambi i nomi sono accompagnati dalla specificazione della carica di cui i due personaggi erano investiti, gramateus  e presbytera, non potendosi però, in questo caso, parlare di novità, poiché entrambe le cariche, soprattutto la prima, erano già conosciute da precedenti fonti epigrafiche: gramateus, con la sua variante grammateus, è attestata con buona frequenza, in 28 testimonianze epigrafiche ebraiche da Roma; la seconda, sebbene più rara, è anch'essa nota da varie testimonianze, in ambito peninsulare, come a Venosa, in Calabria e a Roma), ma anche fuori dall'Italia, in ambito circummediterraneo sud-orientale, come a Malta, a Tripoli, a Creta e in Tracia.

### Interpretazione della titolatura dei due soggetti
Entrambi i titoli, per quanto già noti, sono di incerta e oscura interpretazione, rappresentando tuttora un problema per gli esperti. Le iscrizioni di Nocera, a parere della scopritrice, permettono comunque di gettare nuova luce sul problema, chiarendone alcuni aspetti di fondo.

#### Gramateus
Il titolo del soggetto maschile, gramateus, si riferisce a una carica che non è univocamente intesa dagli studiosi: "lettore della legge",  conoscitore della legge, esperto di questioni giuridiche, redattore di negozi e atti di stato civile (matrimonio, divorzio,...), segretario della comunità, ma anche scriba, oppure copista dei rotoli della legge, sono varie le ipotesi che compongono il vasto ventaglio delle interpretazioni avanzate dagli studiosi.

#### Presbytera
Ancor più oscuro è l'attributo della personalità femminile: nel raro presbytera, in precedenza, non era nemmeno riconoscibile con sicurezza un'esatta o autonoma consistenza, venendo spesso ritenuto quale attribuito di riflesso di un eventuale titolo o carica facente capo al marito. 
La novità dell'iscrizione risiede anche nella possibilità di affermare, per la prima volta, l'autonoma consistenza del titolo di presbytera: in questo caso infatti, non essendo posseduto dal marito Pedonio, doveva riferirsi esclusivamente alla moglie Myrina. Doveva quindi trattarsi, probabilmente, di un ruolo religioso all'interno di una comunità giudaica, distinto e autonomo dal ruolo, certamente amministrativo, ricadente invece sul marito.

### Caratteri della presenza ebraica a Nuceria
La presenza giudaica nella Campania dell'antichità è cosa ben nota dai rilevanti ritrovamenti accumulatisi nel tempo: Napoli, Pozzuoli, Bacoli, Capua, Nola, Marano, Brusciano, Pompei, Ercolano, Stabiae, Salerno, furono sede di radicate comunità ebraiche.
Sull'esistenza di una comunità ebraica a Nuceria Alfaterna, seppur probabile, si registrava invece il totale silenzio delle fonti storiche e archeologiche. Le epigrafi giudaiche di San Clemente, quindi, possono essere lette chiare testimonianze dell'insediamento di un locale comunità ebraica di età imperiale, precedentemente non conosciuta  da alcuna altra fonte.
Esse rivelano, inoltre, che la presenza ebraica non doveva essere né effimera né occasionale, ma nelle forme di una comunità stabilmente radicata e fortemente strutturata, tanto da richiedere la presenza di cariche istituzionali.

## Necropoli di età ellenistica
Nel 1993, durante uno scavo d'urgenza condotto dal 16 al 26 aprile, furono portate alla luce tre tombe di età ellenistica, sepolte sotto 6 metri di depositi alluvionali. Le tombe, a cui è stata attribuita la numerazione da 53 a 55, fanno probabilmente parte di una più vasta facies archeologica ellenistica, ancora inesplorata. 
Di questo limitato gruppo, è soprattutto la n. 54 la più importante per l'interesse rivestito dal corredo sopravvissuto, nonostante la tomba sia stata violata e parzialmente spogliata in antico, prima dell'eruzione del Vesuvio del 79 che sommerse il tutto sotto uno strato di lapilli di circa mezzo metro.
Si tratta di una tomba a cassa scavata in un unico blocco di tufo nocerino. Dell'originario ricoprimento in calcare del fiume Sarno sopravvive solo una lastra.